# Oncocnemis riparia
Oncocnemis riparia là một loài bướm đêm trong họ Noctuidae.